# Kapela ze Wsi Warszawa
Kapela ze Wsi Warszawa, connu à l'international sous le nom de Warsaw Village Band, est un groupe musical polonais, originaire de Varsovie.

## Histoire
D'après le manifeste de la création du groupe, sa formation résulte de l'envie de contrer la culture de masse et le conformisme. Leur musique est inspirée par la musique traditionnelle polonaise et, bien que jouant avec d'anciens instruments (le suka) et techniques de chant (les voix blanches), la musique est plus moderne que classique. Eux-mêmes se définissent comme un groupe « folk hardcore » et « bio-techno », des étiquettes que peu de distributeurs se risqueraient à mettre en avant, ce qui correspond à l'esprit du groupe. Ils diffusent leur premier album aux États-Unis et en Angleterre sous le nom Kapela ze Wsi Warszawa.
En mars 1998, lors du concours de musique folk à la radio Nowa Tradycja, le groupe remporte le deuxième prix et le prix du public. Le nom original du groupe est à cette période Kapela ze Wsi, ce n'est que lors du festival de musique folk Mikołajki Folkowe, organisé en 1998 par l'université Maria Curie-Skłodowska de Lublin (actuellement Kapela ze Wsi Warszawa) est adopté à la suite d'un lapsus de l'annonceur. La même année, le premier album du groupe, Hop Sa Sa, sort. La même année sort leur premier album Hop Sa Sa (Kamahuk). À partir de 2000, le groupe se produit fréquemment en Europe occidentale, ce qui lui vaut une attention considérable de la part des médias et du public. Sa prestation au Tanz and Folk Fest (Rudolstadt) est reconnue par le magazine musical Folk World comme la deuxième meilleure performance folk de l'année 2000.
En 2004, ils remportent le prix de la nouveauté (Newcomer category) aux BBC Radio 3 World Music Award. Ils participent à de nombreux concerts à travers le monde, Afrique du Nord, Europe, Amérique du Nord, et Asie-Pacifique.
En novembre 2012, NORD, leur album sorti la même année, reçoit le prix trimestriel de la critique phonographique allemande dans la catégorie « World Music », une distinction décernée par un panel de 150 journalistes musicaux allemands (presse, radio, internet, télévision), musicologues et DJ. En novembre, le groupe part en tournée avec Mercedes Peón avec qui il enregistre des morceaux collaboratifs. En décembre, lors du concert anniversaire 15.5, enregistré par TVP Kultura, le groupe reçoit la médaille commémorative Pro Masovia « pour sa contribution exceptionnelle et l'ensemble de sa carrière » pour la voïvodie de Mazovie et se produit avec un certain nombre d'invités : Leszek Możdżer, le Rakowicz Singing Band, Pablopavo, DJ Feel-X, et Macieko Korba.
Dans le classement annuel 2012 de World Music Charts Europe, Nord est classé 15e parmi 1 009 albums nommés, et est remporte le prix du « phonogramme folk de l'année » attribué par Polskie Radio, les internautes polonais l'ayant reconnu comme le « meilleur album folk de l'année » dans le sondage Wirtualne Gęśle 2012, et le groupe est nommé pour les Songlines Music Awards 2012 dans la catégorie du « meilleur groupe ». En juin 2013, le groupe se produit conjointement avec Mercedes Peón au festival Ethno Port Poznań, et en juillet, conjointement avec le chanteur saami Torgeir Vassvik dans le cadre de la 15e édition du festival Rozstaje sur la place du marché principal de Cracovie. En août 2013, l'album Nord, première sortie de l'histoire du groupe, sort en format vinyle.
Le groupe participe à l'action Muzyka Przeciwko Rasizmowi (« Musique contre le racisme ») de l'association Nigdy Więcej.

## Membres
- Magdalena Sobczak-Kotnarowska – cymbalum, chant
- Sylwia Świątkowska – violon, suka, chant
- Piotr Gliński – tambour
- Maciej Szajkowski – percussions
- Ewa Wałecka
- Paweł Mazurczak
- Mariusz Dziurawiec
- Miłosz Gawryłkiewicz

## Discographie
Entre parenthèses le titre anglais de l'album.